# World League di pallavolo 2004
La XV World League di pallavolo si svolse dal 4 giugno al 18 luglio 2004. Dopo la fase a gironi, la fase finale, a cui si qualificarono le prime squadre classificate nei tre gironi di qualificazione e l'Italia, paese ospitante, si disputò dal 16 al 18 luglio a Roma, in Italia. La vittoria finale andò per la quarta volta al Brasile.

## Squadre partecipanti
Europa:
- Bulgaria
- Francia
- Grecia
- Italia
- Polonia
- Portogallo
- Serbia e Montenegro
- Spagna

America:
- Brasile
- Cuba

Asia:
- Cina
- Giappone

## Gironi
| Gruppo A                         | Gruppo B                          | Gruppo C                             |
| -------------------------------- | --------------------------------- | ------------------------------------ |
| Brasile Grecia Portogallo Spagna | Bulgaria Francia Giappone Polonia | Cina Cuba Italia Serbia e Montenegro |

## Fase finale

### Finali 1º e 3º posto
|  | Semifinali          | Semifinali          | Semifinali |        |         | Finale              | Finale              | Finale          |  |
|  |                     |                     |            |        |         |                     |                     |                 |  |
|  | Brasile             | Brasile             | 3          |        |         |                     |                     |                 |  |
|  | Brasile             | Brasile             | 3          |        |         |                     |                     |                 |  |
|  | Serbia e Montenegro | Serbia e Montenegro | 0          |        |         |                     |                     |                 |  |
|  | Serbia e Montenegro | Serbia e Montenegro | 0          |        | Brasile | Brasile             | 3                   |                 |  |
|  |                     |                     |            |        | Brasile | Brasile             | 3                   |                 |  |
|  |                     |                     | Italia     | Italia | 1       |                     |                     |                 |  |
|  | Italia              | Italia              | Italia     | Italia | 1       | 3                   |                     |                 |  |
|  | Italia              | Italia              |            |        |         | 3                   |                     |                 |  |
|  | Bulgaria            | Bulgaria            | 0          |        |         | Finale 3º posto     | Finale 3º posto     | Finale 3º posto |  |
|  | Bulgaria            | Bulgaria            | 0          |        |         |                     |                     |                 |  |
|  |                     |                     |            |        |         |                     |                     |                 |  |
|  |                     |                     |            |        |         | Serbia e Montenegro | Serbia e Montenegro | 3               |  |
|  |                     |                     |            |        |         | Serbia e Montenegro | Serbia e Montenegro | 3               |  |
|  |                     |                     |            |        |         | Bulgaria            | Bulgaria            | 0               |  |

## Podio

### Campione
Formazione: 3 Gávio, 4 Heller, 5 Randow, 6 de Lima, 7 de Godoy, 8 Endres, 9 Nascimento, 10 dos Santos, 11 Rodrigues, 13 Endres, 17 Garcia, 18 do Amaral, CT: de Rezende

### Secondo posto
Formazione: 1 Luigi Mastrangelo, 5 Valerio Vermiglio, 6 Samuele Papi, 7 Andrea Sartoretti, 8 Alberto Cisolla, 12 Damiano Pippi, 13 Andrea Giani, 14 Alessandro Fei, 15 Paolo Tofoli, 16 Francesco Biribanti, 17 Paolo Cozzi, 18 Matej Černič, CT: Gian Paolo Montali

### Terzo posto
Formazione: 2 Milan Vasić, 4 Bojan Janić, 5 Alexander Mitrović, 7 Đula Mešter, 8 Vasa Mijić, 9 Nikola Grbić , 10 Vladimir Grbić, 12 Andrija Gerić, 13 Goran Vujević, 14 Ivan Miljković, 15 Ivan Ilić, 17 Milan Marković, CT: Ljubomir Travica

## Classifica finale
| Classifica | Squadre             |
| ---------- | ------------------- |
|            | Brasile             |
|            | Italia              |
|            | Serbia e Montenegro |
| 4          | Bulgaria            |
| 5          | Francia             |
| 5          | Grecia              |
| 7          | Cuba                |
| 7          | Polonia             |
| 7          | Spagna              |
| 10         | Cina                |
| 10         | Giappone            |
| 10         | Portogallo          |

## Premi individuali
- Miglior realizzatore: Andrea Sartoretti
- Miglior schiacciatore: Samuele Papi
- Miglior muro: Luigi Mastrangelo
- Miglior servizio: Matej Kazijski
- Miglior palleggiatore: Ricardo Garcia
- Miglior ricevitore: Dante do Amaral
- Miglior difensore: Teodor Salparov